# Lista de episódios de Tudo Novo de Novo
Abaixo, segue-se uma lista contendo todos os episódios da série Tudo Novo de Novo.                                                                                
| Temporada | Temporada | Episódios | Exibição original    | Exibição original  |
| Temporada | Temporada | Episódios | Estreia de temporada | Final de temporada |
| --------- | --------- | --------- | -------------------- | ------------------ |
|           | 1         | 12        | 17 de Abril de 2009  | 3 de Julho de 2009 |

## Lista de episódios

### 1ª temporada: 2009
| Episódio | Episódio # | Data de exibição | Título Original                       | Participações especiais                                                                                                 |
| 1.       | 1-01       | 17 de Abril      | Clara, Miguel e Mais Uma Reconstrução | Antônio dos Santos, Genésio Machado, Karen Coelho, Olívia Araújo e Rosanne Mulholland                                   |
| 2.       | 1-02       | 24 de Abril      | Desejos e Mentiras                    | André Falcão, Antônio dos Santos, Claudinho Cunha, Genésio Machado e Marcelo Valle                                      |
| 3.       | 1-03       | 1 de Maio        | Engarrafamentos                       | Ana Maria Mangeth |
| 4.       | 1-04       | 8 de Maio        | Ensina-me a Namorar                   | Cíntia Rosa, Erlene Melo, Gilberto Simões, Rosanne Mulholland e Tracy Segam                                             |
| 5.       | 1-05       | 15 de Maio       | Toma que o Filho é Meu                | Vivianne Pasmanter, Antônio Mendel e Pablo Bellini                                                                      |
| 6.       | 1-06       | 22 de Maio       | Por um Fio                            | Ana Laura Miranda e Pablo Bellini                                                                                       |
| 7.       | 1-07       | 29 de Maio       | Invasões                              | Betina Vianny, Emílio Pitta, Sílvia Lourenço e Yago Machado                                                             |
| 8.       | 1-08       | 5 de Junho       | Sogras e Lagartos                     | Ada Chaseliov, Almir Martins, Maria Luisa Costa Alves, Matheus Malafaia, Sílvia Lourenço, Suely Franco e Yoná Magalhães |
| 9.       | 1-09       | 12 de Junho      | Duas Irmãs                            | Daniela Carvalho |
| 10.      | 1-10       | 19 de Junho      | Intimidades                           | Anna Rita Cerqueira, Hilton Castro, Irene Ravache, Larissa Pereira, Patrícia Selonk e Yoná Magalhães                    |
| 11.      | 1-11       | 26 de Junho      | Evasões                               | Norma Blum |
| 12.      | 1-12       | 3 de Julho       | Vende-se                              | Anna Rita Cerqueira, Emiliano Queiroz e Vivianne Pasmanter                                                              |